# Vourles
Vourles – miejscowość i gmina we Francji, w regionie Owernia-Rodan-Alpy, w departamencie Rodan.
Według danych na rok 1990 gminę zamieszkiwały 1844 osoby, a gęstość zaludnienia wynosiła 329 osób/km² (wśród 2880 gmin regionu Rodan-Alpy Vourles plasuje się na 467. miejscu pod względem liczby ludności, natomiast pod względem powierzchni na miejscu 1466.).